# MECHATROLINK
MECHATROLINK는 산업 자동화에 사용되는 개방형 프로토콜로 원래 야스카와(Yaskawa)가 개발했으며 현재 MMA(Mechatrolink Members Association)에서 관리하고 있다.
Mechatrolink 프로토콜에는 두 가지 주된 종류가 있다.
- MECHATROLINK-II - 최대 속도 10Mbit/s 및 최대 30개의 슬레이브 노드를 갖춘 RS485와 동등한 직렬 링크를 통해 프로토콜 통신 방식을 정의한다.
- MECHATROLINK-III - 최대 속도 100Mbit/s 및 최대 62개의 슬레이브 노드를 사용하여 이더넷을 통한 프로토콜 통신 방식을 정의한다.